# 謝爾比 (密歇根州)
謝爾比（英語：Shelby）是位於美國密歇根州奧希阿納縣謝爾比鎮區的一個村。

## 人口
根據2020年美國人口普查的數據，謝爾比的面積為4.25平方千米，當中陸地面積為4.25平方千米，而水域面積為0.00平方千米。當地共有人口1964人，而人口密度為每平方千米462人。